# フルスロットル (映画)
『フルスロットル』（原題: Brick Mansions）は、2014年のフランス・カナダ合作のアクション映画。2004年のフランス映画『アルティメット』をハリウッドでリメイクした作品。原作でも脚本と製作を担当したリュック・ベッソンが脚本を務め、長編映画はこれが初めてとなるカミーユ・ドゥラマーレが監督を務めた。
本編終了後に ポールの思い出に捧ぐ とメッセージが添えられた。

## 登場人物
ダミアン・コリアー
演 - ポール・ウォーカー
潜入捜査官。
リノ・デュプリー
演 - ダヴィッド・ベル
マンションの住人。常人離れした身体能力と運動神経を持つ。
トレメイン・アレクサンダー
演 - RZA
武器商人。
K2
演 - ガウチー・ボーイ
トレメインの部下。
ローラ
演 - カタリーナ・ドゥニ
リノの恋人。
レイザー
演 - アイーシャ・イッサ
組織の一員。
ジョージ・ザ・グリーク
演 - カルロ・ロタ
麻薬の元締め。
ベリンジャー
演 - アンドレアス・アペルギス
ダミアンの父の元同僚。

## キャスト
| 役名                       | 俳優                         | 日本語吹き替え       |
| -------------------------- | ---------------------------- | -------------------- |
| ダミアン・コリアー         | ポール・ウォーカー           | 森川智之             |
| リノ・デュプリー           | ダヴィッド・ベル             | 斉藤次郎             |
| トレメイン・アレクサンダー | RZA                          | 遠藤大智             |
| K2                         | ガウチー・ボーイ             | 宮本真伍             |
| ローラ                     | カタリーナ・ドゥニ           | 棟方真梨子           |
| レイザー                   | アイーシャ・イッサ           | 仲村かおり           |
| ジョージ・ザ・グリーク     | カルロ・ロタ                 | 山岸治雄             |
| ベリンジャー               | アンドレアス・アペルギス     | 山岸治雄             |
| レノ                       | リチャード・ジーマン         | 魚建                 |
| イエティ                   | ロバート・メイレット         | 綿貫竜之介           |
| 市長                       | ブルース・ラムゼイ           | 田村真               |
| 会計士                     | チムウェンベ・ミラー         | 今村一誌洋           |
| ロイ                       | アンダーソン・ブラッドショー | 齋藤響               |
| フロイド                   | ライアン・トルドー           | 喜多田悠             |
| 秘書                       | カリンカ・ペトリ             | 大津愛理             |
| 日本語版制作スタッフ       |                              |                      |
| プロデューサー             | プロデューサー               | 久保敦史             |
| プロダクションマネージャー | プロダクションマネージャー   | 東慎一               |
| 演出                       | 演出                         | 高橋剛               |
| 字幕翻訳                   | 字幕翻訳                     | 松崎広幸             |
| 吹替翻訳                   | 吹替翻訳                     | 橋本真砂子           |
| 録音・調整                 | 録音・調整                   | 山下裕康             |
| 日本語版コーディネーター   | 日本語版コーディネーター     | 岩田哲史             |
| 日本語版制作               | 日本語版制作                 | マイ・ディア・ライフ |

## 評価
Metacriticでは28件のレヴューで40点を獲得した。Rotten Tomatoesでは88件のレヴューで26%を獲得した。